# Campionato Panamericano 1952
L'edizione del 1952 del Campionato Panamericano di calcio venne giocata a Santiago del Cile, dal 16 marzo al 20 aprile, e venne vinta dal Brasile.

## Risultati
16 marzo, 1952, Santiago del Cile -  Cile 6 - 1  Panama
23 marzo, 1952, Santiago del Cile -  Perù 7 - 1  Panama
23 marzo, 1952, Santiago del Cile -  Uruguay 3 - 1  Messico
26 marzo, 1952, Santiago del Cile -  Cile 4 - 0  Messico
30 marzo, 1952, Santiago del Cile -  Uruguay 5 - 2  Perù
2 aprile, 1952, Santiago del Cile -  Cile 3 - 2  Perù
6 aprile, 1952, Santiago del Cile -  Uruguay 6 - 1  Panama
6 aprile, 1952, Santiago del Cile -  Brasile 2 - 0  Messico
10 aprile, 1952, Santiago del Cile -  Messico 4 - 2  Panama
10 aprile, 1952, Santiago del Cile -  Brasile 0 - 0  Perù
13 aprile, 1952, Santiago del Cile -  Brasile 5 - 0  Panama
13 aprile, 1952, Santiago del Cile -  Cile 2 - 0  Uruguay
16 aprile, 1952, Santiago del Cile -  Brasile 4 - 2  Uruguay
20 aprile, 1952, Santiago del Cile -  Perù 3 - 0  Messico
20 aprile, 1952, Santiago del Cile -  Brasile 3 - 0  Cile
| Pos. | Squadra | Pti | G | V | N | P | GF | GS | DR  |
| ---- | ------- | --- | - | - | - | - | -- | -- | --- |
| 1    | Brasile | 9   | 5 | 4 | 1 | 0 | 14 | 2  | 12  |
| 2    | Cile    | 8   | 5 | 4 | 0 | 1 | 15 | 6  | 9   |
| 3    | Uruguay | 6   | 5 | 3 | 0 | 2 | 16 | 10 | 6   |
| 4    | Perù    | 5   | 5 | 2 | 1 | 2 | 14 | 9  | 5   |
| 5    | Messico | 2   | 5 | 1 | 0 | 4 | 5  | 14 | -9  |
| 6    | Panama  | 0   | 5 | 0 | 0 | 5 | 5  | 28 | -23 |